# Zabiełło Hrabia
Zabiełło Hrabia – polski herb hrabiowski, odmiana herbu Topór, nadany rzekomo w I RP lub w SRI, zatwierdzony w Królestwie Polskim i w Galicji.

## Opis herbu
Opis z wykorzystaniem klasycznych zasad blazonowania:
Tarcza czerwona, dzielona w krzyż, w polach I i IV topór srebrny w lewo, w polach II i III takaż rogacina podwójnie przekrzyżowana. Na tarczy dwa hełmy z klejnotami: z prawej topór srebrny, wbity, w lewo, z lewej mitra książęca okolona koroną szlachecką. Labry: na obu hełmach czerwone, podbite srebrem.

## Najwcześniejsze wzmianki
Według informacji przedstawionych przy potwierdzaniu tytułu, godność hrabiego rodzina miała otrzymać już od cesarza Leopolda I, co następnie potwierdził w 1683 roku Jan III Sobieski albo od Augusta II 15 sierpnia 1704 i Augusta III 13 grudnia 1746. Informacje te są prawdopodobnie fałszerstwami, ale na ich podstawie tytuł potwierdzono 8 maja 1820 w Królestwie Polskim Henrykowi Zabiełło, zaś certyfikat szlachectwa jako hrabia uzyskał 26 listopada 1826 Karol Walerian Zabiełło. Tytuł potwierdzono następnie Henrykowi Onufremu Marianowi Zabiełło w Galicji 14 stycznia 1888.

## Herbowni
Jedna rodzina herbownych:
hrabia Zabiełło, graf Zabiełło von Starczów Zbylitów zu Charczów (Galicja).